# West-Duitsland op het wereldkampioenschap voetbal 1974
West-Duitsland was een van de 16 deelnemende landen van het Wereldkampioenschap voetbal 1974 in eigen land. Onder leiding van Helmut Schön werd het Nederlands elftal met 2-1 verslagen, waardoor West-Duitsland voor de tweede keer wereldkampioen werd.

## Selectie
De selectie bestond uit 22 spelers onder leiding van Helmut Schön.
| Nr. | Naam                     | Geboortedatum     | Toenmalige club          | Positie      |
| --- | ------------------------ | ----------------- | ------------------------ | ------------ |
| 1   | Sepp Maier               | 28 februari 1944  | FC Bayern München        | Keeper       |
| 2   | Berti Vogts              | 30 december 1946  | Borussia Mönchengladbach | Verdediger   |
| 3   | Paul Breitner            | 5 september 1951  | FC Bayern München        | Verdediger   |
| 4   | Hans-Georg Schwarzenbeck | 3 april 1948      | FC Bayern München        | Verdediger   |
| 5   | Franz Beckenbauer        | 11 september 1945 | FC Bayern München        | Verdediger   |
| 6   | Horst-Dieter Höttges     | 10 september 1943 | Werder Bremen            | Verdediger   |
| 7   | Herbert Wimmer           | 9 november 1944   | Borussia Mönchengladbach | Middenvelder |
| 8   | Bernhard Cullmann        | 1 november 1949   | 1. FC Köln               | Middenvelder |
| 9   | Jürgen Grabowski         | 7 juli 1944       | Eintracht Frankfurt      | Aanvaller    |
| 10  | Günter Netzer            | 14 september 1944 | Real Madrid              | Middenvelder |
| 11  | Jupp Heynckes            | 9 mei 1945        | Borussia Mönchengladbach | Aanvaller    |
| 12  | Wolfgang Overath         | 29 september 1943 | 1. FC Köln               | Middenvelder |
| 13  | Gerd Müller              | 3 november 1945   | FC Bayern München        | Aanvaller    |
| 14  | Uli Hoeneß               | 5 januari 1952    | FC Bayern München        | Aanvaller    |
| 15  | Heinz Flohe              | 28 januari 1948   | 1. FC Köln               | Middenvelder |
| 16  | Rainer Bonhof            | 29 maart 1952     | Borussia Mönchengladbach | Middenvelder |
| 17  | Bernd Hölzenbein         | 9 maart 1946      | Eintracht Frankfurt      | Aanvaller    |
| 18  | Dieter Herzog            | 15 juli 1946      | Fortuna Düsseldorf       | Middenvelder |
| 19  | Hans-Josef Kapellmann    | 19 december 1949  | FC Bayern München        | Verdediger   |
| 20  | Helmut Kremers           | 24 maart 1949     | FC Schalke 04            | Verdediger   |
| 21  | Norbert Nigbur           | 8 mei 1948        | FC Schalke 04            | Keeper       |
| 22  | Wolfgang Kleff           | 16 november 1946  | Borussia Mönchengladbach | Keeper       |

## Oefeninterlands
| | Spanje     | 1 – 0 (1 – 0) | West-Duitsland | Opstelling West-Duitsland: |
| 23 februari 1974 Plaats: Barcelona Stadion: Estadio de Sarrià Toeschouwers: 17.000 Scheidsrechter: Michal Jursa | Asensi 20' |               |                | Nigbur, Beckenbauer, Höttges, Kremers (83' Wimmer), Vogts (55' Breitner), Weber, Overath, Hoeneß, Grabowski (46' Heynckes), Herzog, Müller |

| | Italië | 0 – 0 (0 – 0) | West-Duitsland | Opstelling West-Duitsland:                                                                                              |
| 26 februari 1974 Plaats: Rome Stadion: Stadio Olimpico Toeschouwers: 82.000 Scheidsrechter: Anton Bucheli |        |               |                | Maier, Beckenbauer, Cullmann, Höttges (80' Kremers), Schwarzenbeck, Breitner, Netzer, Overath, Hoeneß, Heynckes, Müller |

| | West-Duitsland                    | 2 – 1 (2 – 0) | Schotland    | Opstelling West-Duitsland:                                                                              |  |
| 27 maart 1974 Plaats: Frankfurt am Main Stadion: Waldstadion Toeschouwers: 62.000 Scheidsrechter: Paul Schiller | Breitner 33' (pen.) Grabowski 35' |               | 77' Dalglish | Maier, Beckenbauer, Cullmann, Vogts, Schwarzenbeck, Breitner, Wimmer, Hoeneß, Grabowski, Herzog, Müller |  |

| | West-Duitsland                                                 | 5 – 0 (1 – 0) | Hongarije | Opstelling West-Duitsland: |  |
| 17 april 1974 Plaats: Dortmund Stadion: Westfalenstadion Toeschouwers: 56.000 Scheidsrechter: Robert Schaut | Wimmer 11' Hölzenbein 54' E. Kremers 67' Müller 74' Müller 87' |               |           | Nigbur, H. Kremers, Vogt, Cullmann, Beckenbauer, Hoeneß (70' Flohe), Schwarzenbeck (46' Bonhof), Wimmer (46' Hölzenbein), E. Kremers, Müller, Grabowski |  |

| | West-Duitsland            | 2 – 0 (0 – 0) | Zweden | Opstelling West-Duitsland: |  |
| 1 mei 1974 Plaats: Hamburg Stadion: Volksparkstadion Toeschouwers: 52.000 Scheidsrechter: Michel Kitabdjian | Heynckes 51' Heynckes 58' |               |        | Maier, Beckenbauer, Cullmann (68' Hölzenbein), Vogts, Schwarzenbeck, Breitner, Netzer, Hoeneß, Grabowski, E. Kremers (26' Heynckes - 78' Bonhof), Müller |  |

## WK-Eindronde

### Groep 1
| 1e speeldag | West-Duitsland | 1 – 0 (1 – 0) | Chili | Opstelling West-Duitsland:                                                                                                  |
| 14 juni 1974, 16:00 uur Plaats: Berlijn Stadion: Olympisch Stadion Toeschouwers: 83.168 Scheidsrechter: Dogan Babacan | Breitner 18'   |               |       | Maier, Breitner, Beckenbauer, Schwarzenbeck, Vogts, Grabowski, Cullmann, Overath (77' Hölzenbein), Heynckes, Müller, Hoeneß |

| 2e speeldag | Australië | 0 – 3 (0 – 2) | West-Duitsland                      | Opstelling West-Duitsland: |
| 18 juni 1974, 16:00 uur Plaats: Hamburg Stadion: Volksparkstadion Toeschouwers: 35.000 Scheidsrechter: Mustafa Kamel |           |               | 12' Overath 34' Cullmann 53' Müller | Maier, Breitner, Beckenbauer, Schwarzenbeck, Vogts, Overath, Cullmann (67' Wimmer), Hoeneß , Heynckes (46' Hölzenbein), Müller, Grabowski |

| 3e speeldag | Duitse Democratische Republiek | 1 – 0 (0 – 0) | West-Duitsland | Opstelling West-Duitsland: |
| 22 juni 1974, 19:30 uur Plaats: Hamburg Stadion: Volksparkstadion Toeschouwers: 60.350 Scheidsrechter: Ramón Barreto | Sparwasser 77'                 |               |                | Maier, Breitner, Beckenbauer, Schwarzenbeck (68' Höttges), Vogts, Overath (69' Netzer), Cullmann, Hoeneß , Flohe, Müller, Grabowski |

### Eindstand
| Land                           | Wed | Win | Gel | Ver | DV | DT | +/− | Pnt |
| ------------------------------ | --- | --- | --- | --- | -- | -- | --- | --- |
| Duitse Democratische Republiek | 3   | 2   | 1   | 0   | 4  | 1  | 3   | 5   |
| West-Duitsland                 | 3   | 2   | 0   | 1   | 4  | 1  | 3   | 4   |
| Chili                          | 3   | 0   | 2   | 1   | 1  | 2  | –1  | 2   |
| Australië                      | 3   | 0   | 1   | 2   | 0  | 5  | –5  | 1   |

### Groep B
| 1e speeldag | Joegoslavië | 0 – 2 (0 – 1) | West-Duitsland          | Opstelling West-Duitsland: |
| 26 juni 1974, 16:00 uur Plaats: Düsseldorf Stadion: Rheinstadion Toeschouwers: 66.085 Scheidsrechter: Armando Marques |             |               | 39' Breitner 82' Müller | Maier, Breitner, Beckenbauer, Schwarzenbeck, Vogts, Wimmer (70' Hoeneß), Bonhof, Overath, Herzog, Müller, Hölzenbein (79' Flohe) 16' Overath, 35' Vogts |

| 2e speeldag | West-Duitsland                                         | 4 – 2 (0 – 1) | Zweden                   | Opstelling West-Duitsland: |
| 30 juni 1974, 19:30 uur Plaats: Düsseldorf Stadion: Rheinstadion Toeschouwers: 66.500 Scheidsrechter: Pavel Kazakov | Overath 51' Bonhof 52' Grabowski 76' Hoeneß 84' (pen.) |               | 24' Edström 53' Sandberg | Maier, Beckenbauer, Schwarzenbeck, Vogts, Breitner, Bonhof, Overath, Hoeneß, Herzog (66' Grabowski), Hölzenbein (81' Flohe), Müller |

| 3e speeldag | Polen | 0 – 1 (0 – 0) | West-Duitsland | Opstelling West-Duitsland: |
| 3 juli 1974, 17:00 uur Plaats: Frankfurt am Main Stadion: Waldstadion Toeschouwers: 59.000 Scheidsrechter: Erich Linemayr |       |               | 76' Müller     | Maier, Breitner, Beckenbauer, Schwarzenbeck, Vogts, Bonhof, Hölzenbein, Overath, Hoeneß, Müller, Grabowski Bijz.: Hoeneß mist penalty (53') |

### Eindstand
| Land           | Wed | Win | Gel | Ver | DV | DT | +/− | Pnt |
| -------------- | --- | --- | --- | --- | -- | -- | --- | --- |
| West-Duitsland | 3   | 3   | 0   | 0   | 7  | 2  | 5   | 6   |
| Polen          | 3   | 2   | 0   | 1   | 3  | 2  | 1   | 4   |
| Zweden         | 3   | 1   | 0   | 2   | 4  | 6  | –2  | 2   |
| Joegoslavië    | 3   | 0   | 0   | 3   | 2  | 6  | –4  | 0   |

### Finale
| | Nederland          | 1 – 2 (1 – 2) | West-Duitsland                 | Opstelling West-Duitsland:                                                                                          |
| 7 juli 1974, 16:00 uur Plaats: München Stadion: Olympiastadion Toeschouwers: 75.200 Scheidsrechter: Jack Taylor | Neeskens 2' (pen.) |               | 25' (pen.) Breitner 43' Müller | Maier, Breitner, Beckenbauer, Schwarzenbeck, Vogts, Overath, Bonhof, Hoeneß, Hölzenbein, Müller, Grabowski 3' Vogts |

1 Maier ·
2 Vogts ·
3 Breitner ·
4 Schwarzenbeck ·
5 Beckenbauer  ·
6 Höttges ·
7 Wimmer ·
8 Cullman ·
9 Grabowski ·
10 Netzer ·
11 Heynckes ·
12 Overath ·
13 Müller ·
14 Hoeneß ·
15 Flohe ·
16 Bonhof ·
17 Hölzenbein ·
18 Herzog ·
19 Kapellmann ·
20 Kremers ·
21 Nigbur ·
22 Kleff ·
Coach: Schön
DFB · A-internationals · Bondscoaches · Duits vrouwenelftal · Olympisch elftal · Duitsland U21 · Duitsland U20 · Duitsland U19 · Duitsland U18 · Duitsland U17 · Duitsland U16 · Vrouwen U17
1905 – 1919 · 
1920 – 1929 · 
1930 – 1939 · 
1940 – 1949 · 
1950 – 1959 · 
1960 – 1969 · 
1970 – 1979 · 
1980 – 1989 · 
1990 – 1999 · 
2000 – 2009 · 
2010 – 2019 · 
2020 – 2029
EK's: 1972 · 
1976 · 
1980 · 
1984 · 
1988 · 
1992 · 
1996 · 
2000 · 
2004 · 
2008 · 
2012 · 
2016 · 
2020 · 
2024
CC: 1999 · 
2005 · 
2017
WK's: 1934 ·
1938 · 
1954 · 
1958 · 
1962 · 
1966 · 
1970 · 
1974 · 
1978 · 
1982 · 
1986 · 
1990 · 
1994 · 
1998 · 
2002 · 
2006 · 
2010 · 
2014 · 
2018 · 
2022
OS: 1912 ·
1928 ·
1936 ·
2016 ·
2020
Albanië ·
Algerije ·
Argentinië ·
Armenië ·
Australië ·
Azerbeidzjan ·
België ·
Bohemen en Moravië ·
Bolivia ·
Bosnië en Herzegovina ·
Brazilië ·
Bulgarije ·
Canada ·
Chili ·
China ·
Colombia ·
Costa Rica ·
Cyprus ·
DDR ·
Denemarken ·
Ecuador ·
Egypte ·
Engeland ·
Estland ·
Faeröer ·
Finland ·
Frankrijk ·
Georgië ·
Ghana ·
Gibraltar ·
GOS ·
Griekenland ·
Hongarije ·
Ierland ·
IJsland ·
Iran ·
Israël ·
Italië ·
Ivoorkust ·
Japan ·
Joegoslavië ·
Kameroen ·
Kazachstan ·
Koeweit ·
Kroatië ·
Letland ·
Liechtenstein ·
Litouwen ·
Luxemburg ·
Malta ·
Marokko ·
Mexico ·
Moldavië ·
Nederland ·
Nieuw-Zeeland ·
Nigeria ·
Noord-Ierland ·
Noord-Macedonië ·
Noorwegen ·
Oekraïne ·
Oman ·
Oostenrijk ·
Paraguay ·
Peru ·
Polen ·
Portugal ·
Roemenië ·
Rusland ·
Saarland ·
San Marino ·
Saoedi-Arabië ·
Schotland ·
Servië ·
Servië en Montenegro · 
Slovenië ·
Slowakije ·
Sovjet-Unie ·
Spanje ·
Thailand ·
Tsjechië ·
Tsjecho-Slowakije ·
Tunesië ·
Turkije ·
Uruguay ·
Verenigde Arabische Emiraten ·
Verenigde Staten ·
Wales ·
Wit-Rusland ·
Zuid-Afrika ·
Zuid-Korea ·
Zweden ·
Zwitserland
Algerije (1982) · 
Algerije (2014) · 
Argentinië (1986) ·
Argentinië (1990) ·
Argentinië (2006) ·
Argentinië (2014) · 
Australië (2010) ·
België (1980) · 
Brazilië (2002) ·
Brazilië (2014) · 
Chili (1982) ·
Costa Rica (2006) ·
Denemarken (1992) ·
Denemarken (2012) · 
Ecuador (2006) ·
Engeland (1966) ·
Engeland (1982) ·
Engeland (2010) ·
Engeland (2021) ·
Frankrijk (2014) · 
Frankrijk (2021) · 
Ghana (2014) ·
Griekenland (2012) · 
Hongarije (1954, 2) ·
Hongarije (2021) ·
Italië (1982) ·
Italië (2006) ·
Italië (2012) · 
Japan (2022) · 
Kroatië (2008) ·
Mexico (2018) ·
Nederland (1974) ·
Nederland (2012) ·
Oekraïne (2016) ·
Oostenrijk (1982) ·
Oostenrijk (2008) ·
Polen (2006) ·
Polen (2008) ·
Polen (2016) ·
Portugal (2006) ·
Portugal (2008) ·
Portugal (2012) ·
Portugal (2014) ·
Portugal (2021) ·
Servië (2010) ·
Sovjet-Unie (1972) · 
Spanje (1982) ·
Spanje (2008) ·
Spanje (2022) ·
Tsjechië (1996, 2) · 
Tsjecho-Slowakije (1976) ·
Turkije (2008) ·
Verenigde Staten (2014) ·
Zuid-Korea (2018) ·
Zweden (2006)